# Ксавер Шлагер
Ксавер Шлагер (нім. Xaver Schlager, нім. вимова: [ˈksaːvɐ ˈʃlaːɡɐ];, нар. 28 вересня 1997, Лінц) — австрійський футболіст, півзахисник клубу «РБ Лейпциг» та національної збірної Австрії.

## Клубна кар'єра
Народився 28 вересня 1997 року в Лінці. Вихованець юнацьких команд футбольних клубів «Сент-Валентін» та «Ред Булл». З 2015 року став виступати за фарм-клуб «Ред Булла» команду «Ліферінг», в якій взяв участь у 46 матчах другого дивізіону країни.
11 травня 2016 року Шлагер дебютував за першу команду у австрійській Бундеслізі поєдинком проти «Гредіга», вийшовши у стартовому складі і провівши на полі весь матч. Того ж року виграв з командою чемпіонат і Кубок Австрії. В подальшому відіграв за команду із Зальцбурга ще три сезони своєї ігрової кар'єри і ще тричі виграв чемпіонат і двічі національний кубок.
26 червня 2019 року перейшов у німецький «Вольфсбург», підписавши з командою контракт на 4 роки.
Утім вже за три роки, влітку 2022, перейшов до іншого німецького клубу, «РБ Лейпциг».

## Виступи за збірні
2013 року дебютував у складі юнацької збірної Австрії, взяв участь у 18 іграх на юнацькому рівні, відзначившись 2 забитими голами. З командою до 19 років брав участь в юнацьких чемпіонатах Європи 2015 і 2016 років. На обох турнірах зіграв по три гри, алн на обох разом зі збірною не зміг вийти з групи.
Протягом 2015–2019 років залучався до складу молодіжної збірної Австрії, у її складі поїхав на молодіжний чемпіонат Європи 2019 року в Італії. Всього на молодіжному рівні зіграв у 9 офіційних матчах, забив 2 голи.
23 березня 2018 року дебютував в офіційних матчах у складі національної збірної Австрії в товариській грі проти збірної Словенії. Був основним гравцем збірної на Євро-2020, де австрійці припинили боротьбу на стадії 1/8 фіналу.
| Дата       | Місто                  | Господарі          | Результат  | Гості                | Турнір                               | Голи | Примітки |
| ---------- | ---------------------- | ------------------ | ---------- | -------------------- | ------------------------------------ | ---- | -------- |
| 23-3-2018  | Клагенфурт-ам-Вертерзе | Австрія            | 3 – 0      | Словенія             | товариський матч                     | -    | 90'      |
| 27-3-2018  | Люксембург             | Люксембург         | 0 – 4      | Австрія              | товариський матч                     | -    | 65'      |
| 30-5-2018  | Інсбрук                | Австрія            | 1 – 0      | Росія                | товариський матч                     | -    | 72'      |
| 10-6-2018  | Відень                 | Австрія            | 0 – 3      | Бразилія             | товариський матч                     | -    | 68'      |
| 6-9-2018   | Прага                  | Австрія            | 2 – 0      | Швеція               | товариський матч                     | -    | 81'      |
| 16-10-2018 | Гернінг                | Данія              | 2 – 0      | Австрія              | товариський матч                     | -    | 36'      |
| 15-11-2018 | Відень                 | Австрія            | 0 – 0      | Боснія і Герцеговина | Ліга націй УЄФА 2018-2019 - 1-й етап | -    | 46'      |
| 18-11-2018 | Белфаст                | Північна Ірландія  | 1 – 2      | Австрія              | Ліга націй УЄФА 2018-2019 - 1-й етап | 1    |          |
| 24-3-2019  | Хайфа                  | Ізраїль            | 4 – 2      | Австрія              | Відбір до ЧЄ 2020                    | -    | 61'      |
| 7-6-2019   | Відень                 | Австрія            | 1 – 0      | Словенія             | Відбір до ЧЄ 2020                    | -    |          |
| 10-6-2019  | Скоп'є                 | Північна Македонія | 1 – 4      | Австрія              | Відбір до ЧЄ 2020                    | -    |          |
| 4-9-2020   | Осло                   | Норвегія           | 1 – 2      | Австрія              | Ліга націй УЄФА 2020-2021 - 1-й етап | -    |          |
| 7-9-2020   | Відень                 | Австрія            | 2 – 3      | Румунія              | Ліга націй УЄФА 2020-2021 - 1-й етап | -    |          |
| 11-10-2020 | Белфаст                | Північна Ірландія  | 0 – 1      | Австрія              | Ліга націй УЄФА 2020-2021 - 1-й етап | -    |          |
| 14-10-2020 | Плоєшті                | Румунія            | 0 – 1      | Австрія              | Ліга націй УЄФА 2020-2021 - 1-й етап | -    |          |
| 15-11-2020 | Відень                 | Австрія            | 2 – 1      | Північна Ірландія    | Ліга націй УЄФА 2020-2021 - 1-й етап | -    |          |
| 18-11-2020 | Відень                 | Австрія            | 1 – 1      | Норвегія             | Ліга націй УЄФА 2020-2021 - 1-й етап | -    | 65'      |
| 25-3-2021  | Глазго                 | Шотландія          | 2 – 2      | Австрія              | Відбір до ЧС 2022                    | -    |          |
| 31-3-2021  | Відень                 | Австрія            | 0 – 4      | Данія                | Відбір до ЧС 2022                    | -    | 74'      |
| 2-6-2021   | Мідлсбро               | Англія             | 1 – 0      | Австрія              | товариський матч                     | -    | 20' 81'  |
| 13-6-2021  | Бухарест               | Австрія            | 3 – 1      | Північна Македонія   | ЧЄ 2020 - 1-й етап                   | -    | 90+4'    |
| 17-6-2021  | Амстердам              | Нідерланди         | 2 – 0      | Австрія              | ЧЄ 2020 - 1-й етап                   | -    | 84'      |
| 21-6-2021  | Бухарест               | Україна            | 0 – 1      | Австрія              | ЧЄ 2020 - 1-й етап                   | -    |          |
| 26-6-2021  | Лондон                 | Італія             | 2 – 1 д.ч. | Австрія              | ЧЄ 2020 - 1/8 фіналу                 | -    | 106'     |
| 24-3-2022  | Кардіфф                | Уельс              | 2 – 1      | Австрія              | Відбір до ЧС 2022                    | -    | 77'      |
| 3-6-2022   | Осієк                  | Хорватія           | 0 – 3      | Австрія              | Ліга націй УЄФА 2022-2023 - 1-й етап | -    | 30'      |
| 6-6-2022   | Відень                 | Австрія            | 1 – 2      | Данія                | Ліга націй УЄФА 2022-2023 - 1-й етап | 1    |          |
| 10-6-2022  | Відень                 | Австрія            | 1 – 1      | Франція              | Ліга націй УЄФА 2022-2023 - 1-й етап | -    |          |
| 13-6-2022  | Копенгаген             | Данія              | 2 – 0      | Австрія              | Ліга націй УЄФА 2022-2023 - 1-й етап | -    | 46'      |
| Усього     |                        | Матчів             | 29         |                      | Голів                                | 2    |          |

## Титули і досягнення
- Чемпіон Австрії (4):

«Ред Булл»: 2015–16, 2016–17, 2017–18, 2018–19
- Володар Кубка Австрії (3):

«Ред Булл»: 2015–16, 2016–17, 2018–19
- Переможець Юнацької ліги УЄФА (1):

«Ред Булл»: 2016–17
- Володар Кубка Німеччини (1):

«РБ Лейпциг»: 2022–23
- Володар Суперкубка Німеччини (1):

«РБ Лейпциг»: 2023